# Букретов Микола Адріанович
Микола Адріанович Букретов (1876—1930) — генерал-майор, герой Першої світової війни, учасник Громадянської війни в Росії, воєначальник Кубанської народної республіки.

## Біографія
Народився 6 квітня 1876 року, походив з гірських грузинських євреїв-кантоністів, приписаних до козаків Кубанського козачого війська.
Освіту здобув у Тифліському реальному училищі, після чого 12 серпня 1894 року був зарахований на військово-училищний курс Московського піхотного юнкерського училища. Випущений 12 серпня 1896 року підпоручиком в 15-й гренадерський Тифліський полк, 12 серпня 1899 року проведений в поручики.
Незабаром Букретов здав вступні іспити в Миколаївську академію Генерального штабу, з якої був випущений в 1903 році по 1-му розряду. 23 травня 1903 року за успіхи в науках був підвищений у штабс-капітани. Перебував при штабі Кавказького військового округу.
З 8 листопада 1903 року по 20 грудня 1904 року відбував цензове командування ротою у 15-му гренадерському Тіфліському полку, 22 грудня 1904 року призначений помічником старшого ад'ютанта штабу Кавказького військового округу, 14 квітня 1905 року проведений в капітани.
14 жовтня 1907 року Букретов був прикомандирований до Тифліського піхотного юнкерського училища для викладання, 6 грудня 1908 року проведений в підполковники. Продовжуючи перебувати в училищі, він з 2 травня по 2 вересня 1910 року знову перебував у Тифліському гренадерському полку, де проходив цензове командування батальйоном. 6 грудня 1911 року отримав чин полковника. 10 квітня 1912 року призначений старшим ад'ютантом штабу Кавказького військового округу; в тому ж році виконував обов'язки генерал-квартирмейстера округу.
Після початку Першої світової війни Найвищим наказом від 2 грудня 1914 року призначений начальником штабу 2-ї Кубанської пластунской бригади. Найвищим наказом від 2 лютого 1915 року нагороджений орденом Святого Георгія 4-го ступеня за те, що зміг затримати наступ значно більших сил ворога на с. Сарикамиш.
11 жовтня 1915 року Букретов був призначений командиром 90-го піхотного Онезького полку, на початку 1916 року проведений в генерал-майори (зі старшинством від 6 грудня 1915 року) та 29 липня 1916 року призначений начальником 2-ї Кубанської пластунської бригади.
Після Жовтневої революції Букретов був призначений командувачем Кубанськими військами і членом Кубанського уряду Бича, але вже на початку 1918 року вийшов у відставку. Під час недовгого заняття Катеринодара більшовиками він займався виробництвом кислого молока на своїй фермі.
Після заняття Кубані Добровольчою армією Букретов був призначений Бичем головою продовольчого комітету. У 1919 році заарештований генералом В. Л. Покровським за обвинуваченням у хабарництві та перевищенні влади, але незабаром звільнений. На початку січня 1920 року обраний Кубанської радою військовим отаманом Кубанського козачого війська.
Після евакуації білих з Новоросійська Букретов з більшою частиною кубанських козаків відійшов до Сочі. У квітні 1920 року перебував у Севастополі, де вів переговори з генералом Врангелем, який вимагав перевезення кубанських військ у Крим. Переговори були неуспішні, внаслідок чого під Сочі значна частина кубанських козаків здалася Червоної Армії, а Букретов, здавши командування генералові Морозову, склав з себе звання отамана і втік з іншими членами Кубанської ради в Грузію.
Пізніше виїхав до Константинополя, де проживав до 1922 року і числився по Генеральному штабу Російської армії за кордоном. У 1922 році емігрував в США.
Помер у Нью-Йорку 8 травня 1930 року.

## Нагороди
- Орден Святого Станіслава 3-го ступеня (1906 рік)
- Орден Святої Анни 3-го ступеня (6 грудня 1909 року)
- Орден Святого Станіслава 2-го ступеня (6 грудня 1913 року)
- Орден Святого Георгія 4-го ступеня (2 лютого 1915 року)